# Quercus edwardsiae
Quercus edwardsiae är en bokväxtart som beskrevs av Cornelius Herman Müller. Quercus edwardsiae ingår i släktet ekar, och familjen bokväxter. Inga underarter finns listade.